# Paraleptosphaeroma indica
Paraleptosphaeroma indica is een pissebed uit de familie Sphaeromatidae. De wetenschappelijke naam van de soort is voor het eerst geldig gepubliceerd in 1990 door Mueller.